# Gilles Lupien
Joseph Leonard Gilles Lupien (* 20. April 1954 in Brownsburg, Québec; † 18. Mai 2021 in Montreal, Québec) war ein kanadischer Eishockeyspieler und Spielerberater, der im Verlauf seiner aktiven Karriere zwischen 1971 und 1982 unter anderem 251 Spiele für die Canadiens de Montréal, Pittsburgh Penguins und Hartford Whalers in der National Hockey League (NHL) auf der Position des Verteidigers bestritten hat. In Diensten der Canadiens de Montréal gewann Lupien in den Jahren 1978 und 1979 jeweils den Stanley Cup, nachdem er in den beiden Vorjahren bereits mit deren Farmteam Nova Scotia Voyageurs den Calder Cup der American Hockey League (AHL) errungen hatte. Nach seinem Karriereende arbeitete er mehrere Jahre als Spielerberater für zahlreiche NHL-Profis.

## Karriere
Lupien verbrachte seine Juniorenzeit in seiner franko-kanadischen Heimatprovinz Québec, wo er mit Beginn der Saison 1971/72 in der dortigen Ligue de hockey junior majeur du Québec (LHJMQ) aktiv war. Zunächst spielte der groß gewachsene Verteidiger eine Saison bei den Remparts de Québec. Von dort wechselte er im Sommer 1972 innerhalb der Liga zu den Castors de Sherbrooke, die er wiederum nach nur 26 Einsätzen durch einen Transfer verließ und fortan für die Bleu-Blanc-Rouge de Montréal auflief. Während seiner vier Jahre in der LHJMQ absolvierte Lupien 160 Partien, in denen er 56 Scorerpunkte sammelte. Alleine 35 der Punkte erzielte er in seinem letzten Jahr in der Folge, in dessen Folge er sowohl im NHL Amateur Draft 1974 in der zweiten an 33. Position von den Canadiens de Montréal aus der National Hockey League (NHL) als auch im WHA Amateur Draft 1974 in der fünften Runde an 71. Stelle von den Toronto Toros aus der zu dieser Zeit mit der NHL in Konkurrenz stehenden World Hockey Association (WHA) ausgewählt wurde.
Der 20-jährige Abwehrspieler entschied sich nach Beendigung seiner Juniorenkarriere in der franko-kanadischen Region Kanadas zu verbleiben und ließ sich daher von den Canadiens de Montréal verpflichten. Diese setzten ihn in den ersten drei Spielzeiten seiner Profikarriere zwischen 1974 und 1977 – auch aufgrund der großen Konkurrenz im NHL-Kader selbst – aber ausschließlich in ihrem Farmteam, den Nova Scotia Voyageurs, in der American Hockey League (AHL). Bereits dort erlebte Lupien eine überaus erfolgreiche Zeit, da er mit den Voyageurs in den Jahren 1976 und 1977 jeweils den Calder Cup, die Meisterschaftstrophäe der Liga, gewann. Im Verlauf der Saison 1977/78 gelang dem Defensivspieler schließlich der Sprung in den Kader der Canadiens. Der Verteidiger war zu diesem Zeitpunkt der größte Spieler auf seiner Position und erarbeitete sich alsbald einen Stammplatz bei den Habs, mit denen er in den Jahren 1978 und 1979 jeweils den Stanley Cup errang.´
Trotz der Teilhabe an den zurückliegenden Erfolgen wurde Lupien für den NHL Expansion Draft 1979 seitens Montréals ungeschützt gelassen. Die Canadiens hatten sich mit den vier neu aufgenommenen Franchises aus der WHA jedoch derart geeinigt, dass diese ihn nicht auswählen würden und er somit bei seinem ursprünglichen Team bleiben könne. Nach der Auswahl ihres Spielers Cam Connor durch die Edmonton Oilers trat schließlich eine der gemachten Abmachungen in Kraft und Lupien verblieb für eine weitere Saison in Montréal. Im September 1980 verließ er die Organisation nach insgesamt sechs Jahren, als er im Tausch für ein Drittrunden-Wahlrecht im NHL Entry Draft 1983 an die Pittsburgh Penguins abgegeben wurde. Der Franko-Kanadier wurde dort bis zum Februar 1981 aber nicht heimisch und bereitete in 31 Einsätzen nur ein Tor vor, woraufhin er für ein Sechstrunden-Wahlrecht im NHL Entry Draft 1981 an die Hartford Whalers abgegeben wurde. In Diensten der Whalers pendelte der Defensivakteur den Rest der Spielzeit 1980/81 zwischen dem NHL-Aufgebot Hartfords und dem des AHL-Kooperationspartners Binghamton Whalers. Nachdem er – mit Ausnahme eines NHL-Einsatzes – die gesamte Saison 1981/82 in Binghamton in der AHL absolviert hatte, beendete der 28-Jährige im Sommer 1982 seine aktive Spielerlaufbahn.
Nach seinem Karriereende machte Lupien sich selbständig, stieg als Besitzer eines Boston-Pizza-Restaurants in West Island in die Lebensmittelindustrie ein und gründete seine eigene Spielerberateragentur. Zu seinen späteren Klienten dort zählten unter anderem Martin Brodeur, Steve Bernier, Corey Crawford, Sean Couturier, Martin Lapointe, Claude Lapointe, Félix Potvin, Donald Audette, Manny Fernandez, Patrick Lalime und Roberto Luongo. Zudem war er zwischenzeitlich Besitzer der Chevaliers de Longueuil und Tigres de Victoriaville, beides Franchises der Ligue de hockey junior majeur du Québec. Bereits im Jahr 1985 wurde die Eissporthalle in seinem Geburtsort in Aréna Gilles Lupien umbenannt. Kurz nach seinem 67. Geburtstag im Mai 2021 verstarb Lupien an den Folgen einer Krebserkrankung in Montreal. 

## Erfolge und Auszeichnungen
- 1976 Calder-Cup-Gewinn mit den Nova Scotia Voyageurs
- 1977 Calder-Cup-Gewinn mit den Nova Scotia Voyageurs
- 1978 Stanley-Cup-Gewinn mit den Canadiens de Montréal
- 1979 Stanley-Cup-Gewinn mit den Canadiens de Montréal

## Karrierestatistik
(Legende zur Spielerstatistik: Sp oder GP = absolvierte Spiele; T oder G = erzielte Tore; V oder A = erzielte Assists; Pkt oder Pts = erzielte Scorerpunkte; SM oder PIM = erhaltene Strafminuten; +/− = Plus/Minus-Bilanz; PP = erzielte Überzahltore; SH = erzielte Unterzahltore; GW = erzielte Siegtore; 1 Play-downs/Relegation; Kursiv: Statistik nicht vollständig)